# Jean-Baptiste Grellet de Beauregard
Pour les articles homonymes, voir Grellet et Beauregard.
Jean-Baptiste Grellet de Beauregard, né le 16 novembre 1750 à Aubusson (Marche), mort le 23 novembre 1829 à Limoges (Haute-Vienne), est un administrateur, un homme de loi et un député français.

## Biographie
Il est le fils de Pierre Grellet, « procureur aux dépôts » (1750) et de Marie Thérèse Baret.
Il est conseiller au présidial de Guéret en août 1776, puis procureur-syndic du tiers état en septembre 1788.
Il est avocat du roi au présidial de Guéret quand il est élu le 24 mars 1789 député du tiers-état de la sénéchaussée de Guéret aux États généraux. Il n'y prend qu'une fois la parole pour proposer un nouveau moyen de constater l'état civil.
Il entretient une correspondance suivie avec son amis le marquis de La Celle en qualité de Député de la Haute-Marche aux Etats généraux de 1789. Il lui est reproché d'y être peu visible ; or ses 25 lettres, regroupées dans un ouvrage publié en 1899 par l'abbée Dardy, chanoine honoraire et professeur au Petit Séminaire d'Ajain (Creuse) révèlent un personnage attachant, une personnalité qui fait preuve d'une hauteur de vue. Dans sa sixième lettre au maquis de La Celle il écrit : 
"Vous me demanderez peut-être pourquoi je ne lutte pas, comme plusieurs autres, contre les opinions opposées à la mienne. Ma réponse est aussi naturelle et aussi vraie que tout ce que je viens de vous dire. Uniquement occupé à acquérir les connaissances relatives à mon état, avant de venir à l'Assemblée nationale, je crois y avoir porté un sens droit, le plus pur amour de la patrie et de l'humanité ; mais je dois convenir que je n'étais nullement préparé aux grandes questions que fait naître l'établissement d'une Constitution. Mon lot était donc de garder le silence, jusqu'à ce que l'Assemblée en vint à traiter les objets plus à ma portée. . mais alors ceux qui s'étaient emparées de la tribune, en écartaient par mille moyens, ceux qui n'avaient pas encore aucune réputation."
En 1791, il devient président du tribunal de district d'Aubusson et fait ensuite carrière dans la magistrature. Il est nommé juge au tribunal civil de la Creuse le quatrième jour complémentaire de l'an IV, juge à la cour de Limoges le 18 floréal an VIII, conseiller à la cour impériale de Limoges le 1er juin 1811, enfin, président de chambre à la cour royale de Limoges le 8 décembre 1818.
Il est chevalier de la Légion d'honneur.